# Tempyra biguttula
Tempyra biguttula är en insektsart som beskrevs av Carl Stål 1874. Tempyra biguttula ingår i släktet Tempyra och familjen Rhyparochromidae. Inga underarter finns listade i Catalogue of Life.